# Guðbergur Bergsson

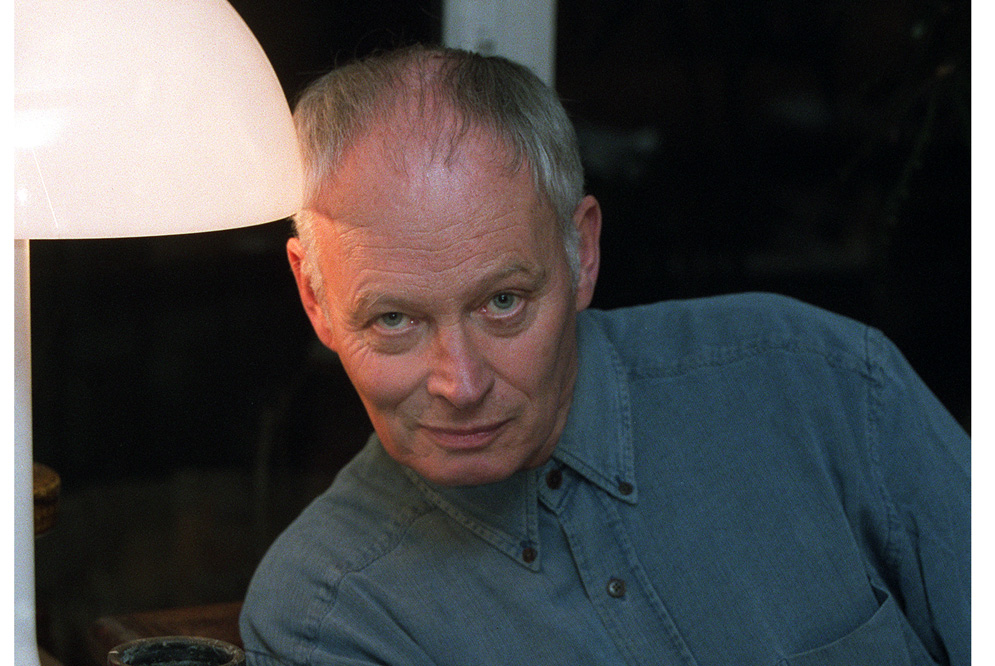
Guðbergur Bergsson, 2016

Guðbergur Bergsson (* 16. Oktober 1932 in Grindavík; † 4. September 2023 in Mosfellsbær) war ein isländischer Schriftsteller.

## Leben
Guðbergur Bergsson machte 1955 seinen Abschluss an der Pädagogischen Hochschule Islands. Anschließend ging er zu weiteren Studien nach Spanien. Zunächst studierte er Spanisch, Literatur und Kunstgeschichte an der Universität von Barcelona, was er mit einer Prüfung abschloss.
Der Autor verkehrte auch in literarischen Zirkeln in Spanien, woher sein langjähriger Lebenspartner, der Schriftsteller Jaime Salinas Bonmatí, stammte.
Er verstarb am 4. September 2023 in Mosfellsbær.

## Werk
Seine ersten Bücher, der Roman Die Maus auf der Lauer (Músin sem læðist) und die Gedichtanthologie Endurtekin orð, erschienen 1961. Seitdem hat er zahlreiche Werke unterschiedlicher Art veröffentlicht, darunter 20 Romane.
Auf Deutsch erschien u. a. der Roman Der Schwan (Svanurinn) (1991). Protagonist ist ein vorpubertäres junges Mädchen, das zur Strafe für einen absurden Diebstahl – sie verspeist im Supermarkt ein in Plastik verpacktes Sandwich aus dem Kühlregal – von der Stadt zur Besserung aufs Land geschickt wird. Dort erlebt sie ihre Pubertät.
Einer seiner letzten, auf Deutsch veröffentlichten Romane ist Liebe im Versteck der Seele (2000). Hier sind die Akteure zwei mit Frauen verheiratete Männer aus Reykjavík. Einer der beiden hat sich eine Kellerwohnung gemietet, in der sie sich regelmäßig zum Sex treffen. Es geht in diesem Roman aber offensichtlich weniger um die Folgen einer „uninspirierten, heterosexuellen Ehe“ oder um eine „Darstellung der Diskriminierung homosexueller Lebensweisen“, wie gelegentlich vermutet. Guðbergur Bergsson spielt vielmehr mit einem Stereotyp in der und über die isländische Gesellschaft, in der jeder glaube, "jeder kenne jeden". So vertraut sich einer der Männer einem geistig behinderten Jungen an, dem er alle Details seiner sexuellen Beziehung ausführlich erzählt: Wenn der es weitersagt, glaubt es erst recht niemand, so die Schlussfolgerung.
Das Buch Flatey Frey geschrieben 1971, erschien 2007 in deutsch-isländischer Ausgabe. Hier spricht der Autor in Versform essentielle Fragen vom Werden der Kunst an. Wie entstehen Bilder und Worte, wie wächst Gestalt und Form? Der Text bewegt sich in den Zwischenbereichen von Literatur, Kunst und Musik. Im Grunde berührt er die Genres der Literatur, kreiert aber eine eigene Form, die genau die Fragen nach der Gestaltwerdung thematisiert und umsetzt.
Guðbergur Bergssons enge Beziehung zu Spanien spiegelt sich in zahlreichen Übersetzungen aus der spanischen und lateinamerikanischen Literatur, darunter so bekannte Werke und Autoren wie Cervantes’ Don Quijote sowie Gabriel García Marquez oder Federico García Lorca.

## Werke
- Flateyjar-Freyr – Ljóðfórnir (1978), dt. Flatey-Frey. Zweisprachige Ausgabe, isländisch/deutsch. Berlin: Martin Schmitz Verlag, 2007.
- Hjartað býr enn í helli sínum (1982), dt. Das Herz lebt noch in seiner Höhle. Münster: Kleinheinrich, 1990.
- Svanurinn (1991), dt. Der Schwan. Göttingen: Steidl, 1998.
- Sú kvalda ást sem hugarfylgsnin geyma (1993), dt. Liebe im Versteck der Seele. Göttingen: Steidl, 2000.
- Jólasögur úr samtímanum (1997), dt. Weihnachtsgeschichten aus der Jetztzeit. Göttingen: Steidl, 2001.
- Faðir og móðir og dulmagn bernskunnar (1997), dt. Vater, Mutter und der Zauber der Kindheit. Göttingen: Steidl, 2005.

## Auszeichnungen
- 2004: Nordischer Preis der Schwedischen Akademie